# Berningerus maynei
Berningerus maynei là một loài bọ cánh cứng trong họ Cerambycidae.